# 特里温富-波蒂瓜尔
特里温富-波蒂瓜尔是巴西北大河州的一个市镇。总面积268.706平方公里，总人口3728人，人口密度13.9人/平方公里。